# Ernest Seitz
Ernest Seitz   (Hamilton, 29 de febrer de 1892 - Toronto, 10 de setembre de 1978) va ser un compositor, pianista i educador musical canadenc.
Va publicar alguns dels seus treballs amb el pseudònim de "Raymond Roberts" perquè no volia associar-se a la música popular. La seva obra més famosa és The World Is Waiting for the Sunrise, que va escriure juntament amb Gene Lockhart. Algunes de les seves cançons destacades són Laddie Boy (1932), When Moonbeams Softly Fall (1935) i The Sky's the Limit (1943). Es va retirar de l'actuació el 1945 i de la docència el 1946. Durant la resta de la seva vida va exercir de president del negoci de la seva família, un concessionari d'automòbils a Toronto. Va ser nomenat membre de la "Royal Society of Arts" de Londres el 1954 i el 1984 Ernest Seitz Park es va obrir a Toronto.

## Biografia
Nascut a Hamilton, Ontario, Seitz va rebre la seva primera formació musical de la mà de Augustus Stephen Vogt a Toronto del 1903 al 1910. Va marxar a Alemanya el 1910, on va ser alumne de Josef Lhévinne a Berlín durant quatre anys. Inicialment, tenia intenció de seguir una carrera com a pianista de concert a Europa, però l'esclat de la Primera Guerra Mundial ho va fer impossible. Més tard va ser deixeble d'Ernest Hutcheson a la ciutat de Nova York.
Seitz va tornar a Toronto el 1914, on aviat va adquirir un lloc a la facultat de música del Conservatori Superior de Música de Toronto. Va continuar ensenyant-hi fins al 1946. Entre els seus alumnes destacats hi havia Reginald Godden, Naomi Adaskin, André Asselin, Ewart Bartley, Muriel Gidley, Reginald Godden, Scott Malcolm, Adelmo Melecci, Earle Moss, Harold Packer, Charles Peaker i Lorne Watson.
Seitz va estar actiu com a pianista de concert des de 1914 fins a 1945, sent el més actiu durant els anys vint i trenta. Va fer un total de 18 aparicions amb l'Orquestra Simfònica de Toronto a Massey Hall durant la seva carrera, interpretant obres importants de compositors com Bortkiewicz, Chopin, Anton Rubinstein i Txaikovski.
Amb aquesta orquestra va interpretar notablement l'estrena nord-americana de The Rio Grande, de Constant Lambert, l'11 de febrer de 1930. Va actuar en recitals i concerts a tota Amèrica del Nord i va ser escoltat amb freqüència a la ràdio canadenca. Als Estats Units va fer aparicions en solitari amb la Filharmònica de Nova York, lOrquestra Simfònica de Boston i lOrquestra de Filadèlfia, entre d'altres. També va treballar freqüentment com a acompanyant, tocant en concerts per a artistes com Arthur Blight, Ferdinand Fillion i Luigi von Kunits.